# Parafia Narodzenia Najświętszej Maryi Panny w Książu Małym
Parafia pod wezwaniem Narodzenia Najświętszej Maryi Panny w Książu Małym – rzymskokatolicka parafia dekanatu wodzisławskiego, w diecezji kieleckiej w Książu Małym (dawniej Starym).

## Historia
Pierwsze wzmianki o istnieniu parafii pochodzą z rejestru świętopietrza, z roku 1325. Plebanem był Odolan. W kronice Jana Długosza z 1475 roku znajduje się już opis kościoła i okolicznych miejscowości. 
Kościół konsekrował w 1670 roku biskup Mikołaj Oborski, sufragan krakowski. Kolatorem był margrabia Wielopolski.
Wnętrze kościoła to barokowy wielki ołtarz i dwa barokowe ołtarze boczne. Wielki ołtarz zdobią cztery korynckie kolumny, między którymi umieszczono obraz Najświętszej Maryi Panny. Boczne ołtarze to: po stronie Ewangelii – św. Anny, po stronie Epistoły – Pana Jezusa.